# Dasymaschalon rostratum
Mạo quả có mỏ hay chuối chác dẻ (danh pháp khoa học: Dasymaschalon rostratum) là loài thực vật có hoa thuộc họ Na. Loài này được Elmer Drew Merrill và Trần Hoán Dong (Chun Woon Young) mô tả khoa học đầu tiên năm 1934.
Tên gọi trong tiếng Trung là 喙果皂帽花  (uế quả tạo mạo hoa).

## Phân bố
Loài này có phạm vi phân bố từ đông nam Trung Quốc tới Việt Nam.
D. rostratum từng được thông báo là có tại Phúc Kiến (X. L. Hou & S. J. Li, 2003. J. Trop. Subtrop. Bot. 11: 171-173.), nhưng Wang Jing (王静, Vương Tĩnh) và Richard M. K. Saunders tin rằng nhận dạng trong báo cáo này là đáng ngờ và cần được xác nhận thêm. Sườn dốc rừng thưa; ở cao độ 300-1000 m. Khu vực phân bố: Miền nam Trung Quốc (bao gồm Phúc Kiến (?), Quảng Đông, Quảng Tây, Hải Nam, đông nam Tây Tạng, nam Vân Nam) và Việt Nam.

## Mô tả
Cây gỗ cao tới 4 m. Các cành có lông thưa thớt khi còn non. Cuống lá 5-10 mm, có lông thưa thớt; phiến lá hình elip đến thuôn dài, 13-21,5 × 3,5-7,5 cm, dạng giấy, cả hai mặt nhẵn nhụi hoặc có lông rất thưa thớt, phía xa trục có phấn màu lục xám, gân giữa phía xa trục có lông thưa thớt và phía gần trục nhẵn nhụi, gân phụ 10-16 đôi ở mỗi bên của gân giữa và phía gần trục bằng phẳng, đáy thuôn tròn đến mảnh dẻ, đỉnh nhọn đến nhọn hoắt. Hoa trên các cành non. Cuống hoa 1,2-4 cm, có lông thưa thớt. Lá đài 2-3,5 × 1,5-3,5 mm. Cánh hoa hình trứng, 2-4 × 0,7-1,2 cm, giống da, thường không vặn xoắn, mé ngoài có lông rậm; khoang hoa 1-2 cm, khoảng 50% chiều dài cánh hoa. Nhị khoảng 120; mô liên kết cắt cụt ở đỉnh; phấn hoa có chồi cứng. Lá noãn khoảng 10; đầu nhụy nhẵn nhụi. Cuống quả 2-5 cm, có lông rất thưa; cuống đơn quả 6-13 mm; các đơn quả màu đỏ ánh cam, hình á cầu khi 1 hạt hoặc hình chuỗi khi có hơn 1 hạt, 1,1-2 × 0,6-0,8 cm, đỉnh nhỏ tận cùng 2-4 mm; các chỗ thắt rộng 2-3 mm. Hạt 1-2 mỗi dơn quả, á cầu, 8-9 × 6-7 mm. Ra hoa tháng 4-10, tạo quả tháng 7-12.

## Nâng cấp
- Dasymaschalon rostratum var. longiusculum Bân, 2000 = Dasymaschalon longiusculum (Bân) Jing Wang & R.M.K.Saunders, 2012[4]